# Возьники (Плонський повіт)
Возьники (пол. Woźniki) — село в Польщі, у гміні Плонськ Плонського повіту Мазовецького воєводства.
Населення — 116 осіб (2011).
У 1975-1998 роках село належало до Цехановського воєводства.

## Демографія
Демографічна структура станом на 31 березня 2011 року:
|          | Загалом | Допрацездатний вік | Працездатний вік | Постпрацездатний вік |
| -------- | ------- | ------------------ | ---------------- | -------------------- |
| Чоловіки | 61      | 13                 | 41               | 7                    |
| Жінки    | 55      | 11                 | 30               | 14                   |
| Разом    | 116     | 24                 | 71               | 21                   |